# Hymne à la paix (Holmès)

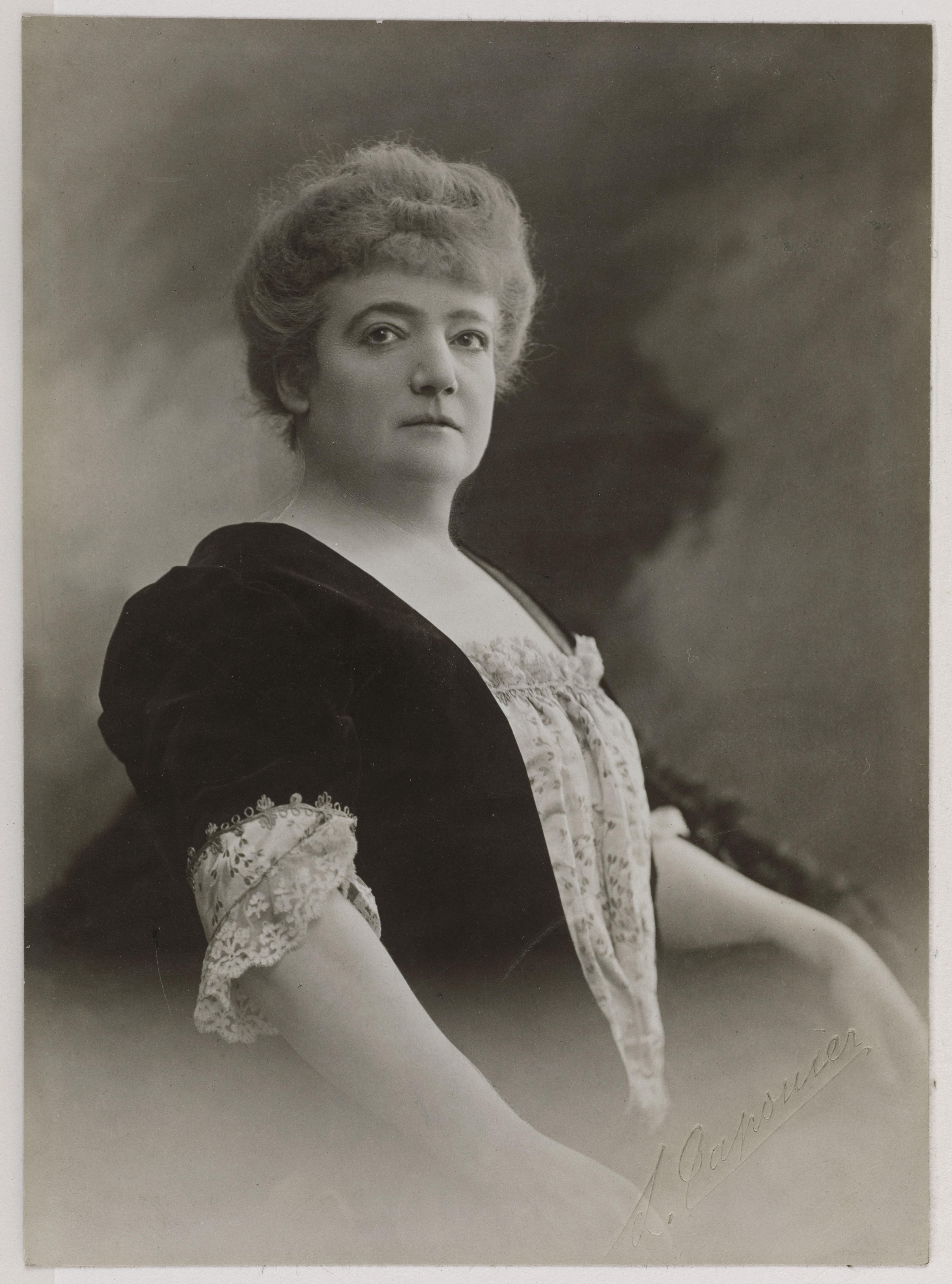
Augusta Holmès, dans les années 1880.

Composé en 1890 par Augusta Holmès, l'Hymne à la paix est une œuvre symphonique avec chœur ; écrite en mémoire de Béatrice Portinari, muse du poète italien Dante Alighieri.

## Contexte
En 1890, alors qu'un rapprochement politique entre la France et l'Italie semble possible dans la crise latente, Holmès est chargée de composer cet hymne à la paix. 
Son exécution fut d'abord donnée en mai de la même année à Florence, au théâtre Politéama au moment des fêtes commémorative pour Béatrice Portinari. L'œuvre rencontra immédiatement un vif succès et fut jouée plusieurs fois.

## Analyse
Créée pour un orchestre romantique, cette pièce fait intervenir les instruments suivants: un piccolo, deux flûtes, deux hautbois, un cor anglais, deux clarinettes, quatre bassons, quatre cors, quatre trompettes, trois trombones, un tuba, une timbale, deux tambours, quatre harpes, un orgue et les instruments à cordes de l'orchestre. 
Cet ensemble amène au morceau sa ténacité, symbolisant la force de la paix, ainsi qu'un climat idyllique incarné par les solistes qui apparaissent plusieurs fois dans le morceau.
On retrouve aussi un chœur mixte, qui apporte une profondeur lyrique au morceau. Le poème est également écrit par la compositrice.
Le tempo est assez soutenu, avec une mesure ternaire à 6/8, symbolisant la force de la paix.
L’œuvre dure environ 15 minutes, mais contrairement à beaucoup de morceaux de son époque, elle n’est pas composée de plusieurs parties et les instruments rentrent en même temps, avec des nuances apportant une certaine douceur.
Ce morceau plein de joie, d’espérance et d’émotions, respecte ce qu’Augusta Holmès avait déclaré lors de la première interprétation: « Cet hymne est une alliance entre la musique et le poème, une alliance qui est, je l’espère, à l’image de ce grand symbole, qu’est la paix ».